# Wahlkreis Chemnitz I
Der Wahlkreis Chemnitz I war ein Landtagswahlkreis zur Landtagswahl in Sachsen 1990, der ersten Landtagswahl nach der Wiedergründung des Landes Sachsen. Er hatte die Wahlkreisnummer 59. Für die Landtagswahlen 1994 wurde auch infolge der Kreisreform die Wahlkreisstruktur verändert, zudem wurde die Zahl der Wahlkreise von 80 auf 60 verringert. Das Gebiet des Wahlkreises Chemnitz I wurde Teil einer der vier Wahlkreise auf Chemnitzer Stadtgebiet.
Das Wahlkreisgebiet umfasste Teile des Stadtbezirkes Mitte-Nord mit den Stimmbezirken 060 bis 174b.

## Ergebnisse
Die Landtagswahl 1990 fand am 14. Oktober 1990 statt und hatte folgendes Ergebnis für den Wahlkreis Chemnitz I:
| Direktkandidat | Partei (Kürzel) | Erststimmen (%) | Zweitstimmen (%) |
| -------------- | --------------- | --------------- | ---------------- |
|                | DA              | -               | 00,5             |
| Heinz Böttrich | CDU             | 51,9            | 48,5             |
|                | Chr. L          | -               | 00,5             |
|                | DBU             | -               | 00,4             |
|                | DSU             | 03,4            | 03,0             |
|                | F.D.P.          | 06,2            | 06,6             |
|                | LL-PDS          | 13,0            | 13,0             |
|                | NPD             | -               | 00,7             |
|                | FORUM           | 07,0            | 06,9             |
|                | RAP             | -               | 00,1             |
|                | SHB             | -               | 00,1             |
|                | SPD             | 18,5            | 19,8             |

Es waren 49.268 Personen wahlberechtigt. Die Wahlbeteiligung lag bei 69,0 %. Von den abgegebenen Stimmen waren 2,3 % ungültig. Als Direktkandidat wurde Heinz Böttrich (CDU) mit 51,9 % aller gültigen Stimmen gewählt.